# Дивізія А 1926—1927
Дивізія А 1926-27 — 15-ий сезон чемпіонату Румунії з футболу. Усі футбольні клуби країни були поділені на 10 регіональних ліг за територіальним принципом. Переможець кожної з ліг взяв участь у національному етапі. Титул вшосте поспіль здобув Кінезул (Тімішоара).

## Команди
У змаганнях брав участь також клуби Маккабі із українських Чернівців та Міхай-Вітязу із молдовського Кишинева, які на той час були у складі Румунії.

## Регіональний етап

### Перший раунд
| Команда 1           | Рахунок | Команда 2              |
| ------------------- | ------- | ---------------------- |
| ДВА Галац           | 2:2     | Франко-Ромина (Бреїла) |
| Стеруйнца (Орадя)   | 0:1     | Олімпія (Сату-Маре)    |
| Університатя (Клуж) | 2:0     | Мурешул (Тиргу-Муреш)  |

### Другий раунд
| Команда 1 | Рахунок | Команда 2        |
| --------- | ------- | ---------------- |
| ДВА Галац | 2:2     | Конкордія (Ясси) |

## Національний етап
| Регіон    | Команда                      |
| Арад      | АМЕФ (Арад)                  |
| Бухарест  | Униря-Триколор (Бухарест)    |
| Брашув    | Колця (Брашув)               |
| Чернівці  | Маккабі (Чернівці)           |
| Кишинів   | Міхай-Вітязу (Кишинів)       |
| Клуж      | Університатя (Клуж)          |
| Галац     | ДВА Галац                    |
| Орадя     | Олімпія (Сату-Маре)          |
| Сібіу     | Соціататя Гімнастика (Сібіу) |
| Тімішоара | Кінезул (Тімішоара)          |

### Перший раунд
| Команда 1                    | Рахунок | Команда 2                 |
| ---------------------------- | ------- | ------------------------- |
| 3 липня 1927                 |         |                           |
| Соціататя Гімнастика (Сібіу) | 2:4     | Униря-Триколор (Бухарест) |
| Міхай-Вітязу (Кишинів)       | 6:0     | Маккабі (Чернівці)        |

### 1/4 фіналу
| Команда 1                 | Рахунок  | Команда 2              |
| ------------------------- | -------- | ---------------------- |
| 10-17 липня 1927          |          |                        |
| Колця (Брашув)            | 7:1      | ДВА Галац              |
| Униря-Триколор (Бухарест) | 4:4; 3:1 | Міхай-Вітязу (Кишинів) |
| Університатя (Клуж)       | 3:0      | АМЕФ (Арад)            |
| Кінезул (Тімішоара)       | 6:1      | Олімпія (Сату-Маре)    |

### 1/2 фіналу
| Команда 1           | Рахунок | Команда 2                 |
| ------------------- | ------- | ------------------------- |
| 31 липня 1927       |         |                           |
| Колця (Брашув)      | 4:1     | Униря-Триколор (Бухарест) |
| Кінезул (Тімішоара) | 5:2     | Університатя (Клуж)       |

### Фінал
| Команда 1           | Рахунок  | Команда 2      |
| ------------------- | -------- | -------------- |
| 7-8 серпня 1927     |          |                |
| Кінезул (Тімішоара) | 2:2; 4:3 | Колця (Брашув) |